# سریم(III) سولفات
سریم(III) سولفات(به انگلیسی: Cerium(III) sulfate) که با نام سروس سولفات نیز شناخته می‌شود، یک ترکیب معدنی با فرمول Ce2(SO4)3 است. این ترکیب یکی از معدود نمک‌هایی است که حلالیت آن در آب با افزایش دما، کاهش می‌یابد.
سریم(III) سولفات (بی آب) یک ماده جامد سفید رنگ جاذب رطوبت است، که در بالای ۶۰۰ درجه سانتیگراد شروع به تجزیه می‌کند. این ماده ساختار بلوری مونو کلینیک دارد.
سریم(III) سولفات ۴ آبه یک ماده جامد سفید است که آب تبلور خود را در دمای ۲۲۰ درجه سانتیگراد آزاد می‌کند.